# Капап
Капап (хебр. קפא"פ, קפ"פ) је акроним хебрејских речи Крав Паним ел Паним – што у преводу значи борба лицем у лице. Капап је представљао израелску борилачку вештину и систем борења (борбе прса у прса) и самоодбране све до оснивања Израелских одбрамбених снага када мења име у Крав Мага.

## Историјат Капапа или данашње Крав Маге

### Место и време настанка
Капап је настао касних тридесетих и почетком четрдесетих година 20. века у оквиру Јеврејских Алијах (ма-ха-нот Олим) кампова као део припреме за повратак Јеврејског становништва у оно што се тада називало Британски мандат над Палестином, из чега се касније родила Држава Израел. Историја Капапа је нераскидиво везана са историјом израелских специјалних јединица.
Време британске управе је било време сталних сукоба две супротстављене етничке заједнице – малобројних Јевреја и далеко бројнијих Арапа. Да би се одбранили од арапских напада, Јевреји стварају тајну армију звану Хаганах (Одбрана), одреде стражара зване Нотрим и претечу израелских специјалних јединица – Нодедот (Луталице). Припадници ових одреда су за време Другог светског рата били регрутовани у прве званичне израелске војне јединице Палмах (акроним од Плугот Матхац), што значи ударна јединица. Припадници Палмаха су прошли обуку Крав Паним ел Паним (Капап), која је тада обухватала технике Бокса, Рвања, Џијуџице, командоске технике развијене у Британији од стране Вилијама Е. Фаирбаирна, борење палицом, борење ножем, употребу ватреног оружја, употребу средстава везе, курсеве језика непријатеља (арапски и немачки - већина Арапа се отворено ставила на страну сила Осовине у Другом светском рату), физичког кондиционирања (тренинге снаге и издржљивости), рада са експлозивима, прве помоћи, преживљавања итд. Дакле у почетку Капап је био мешавина борилачких и других војних вештина неопходних у рату. Три Палмах бригаде су се бориле раме уз раме са савезницима у северној Африци за време Другог светског рата.

### Први Капап инструктори
Први Капап инструктори су били:
- Гершон Коплер, џудо и џијуџицу инструктор који је организовао и установио концепт самоодбране као део Капап тренинга у оквиру јединица Палмах и Хаганах;
- Јехуда Маркус, главни инструктор јединице Палмах задужен за физичку припрему, џудо и џијуџицу који је наставио рад Гершона Коплера;
- Моше Финкел, официр задужен за физичку припрему Палмаха, интегрисао је различите концепте у режим тренинга;
- Маишел Хоровиц, званични Капап инструктор Палмаха, који је био задужен за развој чувене Капап технике борбе кратким палицама. Хоровиц је био главни Капап инструктор при Хаганах и Палмах јединицама.
- Јитзак Саде, командант јединице Палмах који је усвојио Капап доктрине тренинга. Саде је такође један од оснивача Израелских одбрамбених снага (Израелске војске) у време настанка државе Израел.

### Некадашња Капап обука
Капап обука је базирана на принципима, не на техникама.
Капап обука је обухватала:
- Правилан положај тела
- Позиционирање у односу на противника
- Ударачке облике
- Ударачке методе
- Одбрану од палице
- Напад палицом

Метод самоодбране - Ла Кан (француска борилачка вештина) је већ био усвојен као део програма тренинга Капапа. Овај метод је преузет из британских јединица које су служиле у Индији и увежбаван је као метод одбране од локалног арапског становништва које је било опремљено „Набутом“ (палицом дужине 1 m). 
Највећи акценат бачен је на тренинг палицама (дугачким и кратким). Методи коришћења кратких палица постали су популарнији за употребу међу млађим генерацијама регрута који су те методе брзо усвајали. Међу палицама коришћеним у Капапу највише су коришћене кратке палице те су стога највише тренирани методи коришћења кратких палица. Кратка палица је била омиљено оружје због могућности лаког прикривања (најчешће у рукаву) све до почетка борби на улицама. Кратке палице коришћене у овим борбама су биле омиљене међу израелском омладином која је убрзо постала веома вешта у коришћењу ових палица. Кратке палице су биле посебно ефикасне у борбама против Арапа који су били наоружани ножевима.
Са стварањем израелске државе створена је и израелска армија име Капап је замењено новим именом Крав Мага . 
Посебан акценат у Капап обуци бачен је на физичко кондиционирање које је укључивало пешачење, трчање, планинарење, пливање, полигоне за савлађивање препрека и пењање уз ужад.
Борба прса у прса је био само део тренинга у оквиру Капап обуке и није имала посебан назив. Ова обука борбе прса у прса је укључивала технике бокса, џудоа, рвања, борбе ножевима, борбе палицама и разоружавања ватреног оружја. Касније је овај део обуке добио назив Крав Мага. Капап (Крав паним ел Паним) је према речима Итај Гила као термин спорадично коришћен до шездесетих година 20. века када је изашао из шире употребе. Термин Капап је до 2000. године био у ограниченој употреби и обично је коришћен као историјски термин везан за Јеврејске подземне покрете Палмах и Хаганах.
Израелски војни речник из 1965. године овако дефинише Капап: Крав Паним ел Паним (Капап) – Блиска борба, борба на блиској дистанци са противником, користећи празне руке, ножеве, бајонете, пушке и друга ручна оружја.
По оснивању ИДФ-а, напушта се стари назив Капап и усваја се нови назив Крав Мага
Историјски Капап је данас познат као Крав Мага

## Модерни Капап
Модерни Капап који нема историјске везе са Историјским Капапом, као борилачка вештина и концепт настао је деведесетих година прошлог века напорима људи као што су Потпуковник Хаим Пер, Мајор (у резерви) Ави Нардиа, Наредник Ури Кафе и Наредник Алберт Тимен. Модерни Капап нема историјских додира са Историјским Капапом (Крав Мага). Тако да би овај историјски део требало да буде пребачен на Крав Мага страницу. 
Крајем 2000. године група људи је одлучила да поново стави у употребу термин Капап - Крав Паним ел Паним и основала је Интернационалну Капап Федерацију Архивирано на веб-сајту  (24. децембар 2010), непрофитну организацију са седиштем у Израелу. Мајор (у резерви) израелске војске Ави Нардиа се 2003. године преселио у Сједињене Америчке Државе и започео је јединствен развој Капап одбрамбеног система. 2005. године, Алберт Тимен је основао Капап академију у САД.
Алберт Тимен и Ави Нардиа су развили многе од модерних Капап техника и принципа и заједно су аутори две књиге о израелским борилачким вештинама и Капапу, као и више инструкционих DVD издања где демонстрирају основне и напредне Капап технике и методе тренинга. Тимен и Нардиа су 2008. године у сарадњи са америчким часописом „Црни појас" објавили до сада једину књигу о специфичном стилу модерног Капапа који се подучава у Капап академији.

### Модерна Капап обука
Данас Капап обухвата борење прса у прса, самоодбрану, борење хладним оружјем, практично пуцање, борбено кондиционирање као и специјализоване вештине (телохранитељска заштита, дефанзивна вожња и сл.). Модерни Капап представља хибридну борилачку вештину која користи технике различитих борилачких вештина за које се сматра да су најефикасније и најприменљивије у борби и самоодбрани. Посебан акценат у тренингу је бачен на безбедност учесника и реалистичност тренинга самоодбране. У ту сврху користе се ситуациони тренинзи и различити реквизити који за циљ имају што верније дочаравање природе претњи са којима људи могу бити суочени. Ситуациони тренинзи имају за циљ креирање што већег броја реалистичних ситуација у којима се полазници Капапа могу наћи. Технике модерног Капапа константно еволуирају услед константне промене природе безбедносних претњи.
"Боље бити ученик реалности него мајстор илузије"
- Мајор Ави Нардиа -

Према речима Мајора Ави Нардие израелска борилачка вештина Капап је развијена за борбу за живот и да би помогла вежбачу да развије начин размишљања „један ум, било које оружје". Инструктори ученике Капапа уче да имају отворен ум и да буду слободни да процењују технике и да утврђују реалистичност и ефикасност техника које уче. Еволуција и константна евалуација техника су главне одлике модерног Капапа. Филозофију Капапа одлично описује изрека: "Увек ученик, понекад учитељ". У складу са овом максимом константно се организују семинари, тренинзи и усавршавања за инструкторе Капапа широм света обзиром да се природа претњи константно мења.

#### Систем рангирања
У Капапу не постоји систем рангирања полазника системом доделе појасева у различитим бојама као што је то случај са већином традиционалних борилачких вештина. Уместо тога користи се систем рангирања по нивоима.

#### Опрема и реквизити у Капап обуци
Савремени систем борења и самоодбране Капап у обуци полазника користи различиту опрему и реквизите који имају две главне улоге: заштитну - неопходно је осигурати безбедан начин тренинга; и улогу дочаравања што реалистичније ситуације како би полазници на што уверљивији начин могли да увежбају и усаврше своје технике.

##### Опрема
Саставни део опреме за тренинг Капапа обично чине:
Рукавице
- Боксерске рукавице или ММА рукавице

Заштитна опрема
- Заштитне кациге
- Штитник за зубе
- Штитник за гениталије
- Штитници за потколенице

Капап као борилачка вештина не инсистира на ношењу посебне униформе. Ученици Капапа из цивилног сектора обично тренирају у свакодневној одећи која им омогућава слободно кретање током тренинга, док је за припаднике специјалних јединица, војних и полицијских снага уобичајено тренирање у униформама.

##### Реквизити
У циљу реалистичнијих тренинга самоодбране лакшег и бржег савлађивања и усавршавања техника у Капап тренинзима уобичајено је коришћење различитих реквизита и помоћне опреме. Реквизити за тренинге самоодбране су посебно дизајнирани како би пре свега били безбедни за коришћење а потом изгледали што уверљивије. У сврху тренинга за различите технике у Капапу се користе следећи реквизити:
Фокусери и џакови
- Боксерски фокусери
- Тајландски јастучићи
- Штит од шутирања
- Џакови

Ножеви
- Гумени ножеви
- Пластични ножеви
- Дрвени ножеви
- Метални ножеви (посебно затупљени ножеви за безбедну и реалистичну вежбу самоодбране, обично израђени од алуминијума)
- Тапацирани ножеви за спаринг

Палице
- Пластичне палице
- Дрвене и ратан палице (укључујући и палице за бејзбол)
- Тапациране палице за спаринг

Заштитна опрема
- Заштитне кациге
- Заштитне наочаре
- Заштитне рукавице
- Штитници за потколенице

Пиштољи
- Гумене реплике пиштоља (реплике су направљене тако да имају изглед, тежину и осећај држања у руци правог пиштоља)

Посебан акценат у тренинзима Капапа стављен је на употребу импровизованог оружја попут свакодневних предмета који се могу наћи у окружењу. У том смислу као импровизовано оружје могу бити коришћени свакодневни одевни предмети (на пример јакна), новине, часописи, торбе, кључеви, алат, као и предмети из окружења који се могу пронаћи изван или унутар затворених простора, итд.
Помоћне реквизите при Капап тренинзима обично обезбеђују клубови.

### Капап у израелским специјалним јединицама
Ова информација је нетачна и представља пословни маркетинг који није заснован на чињеницама .
Припадници елитних израелских специјалних јединица „Јамам“ су обучени у вештини борбе и самоодбране Крав Мага не Капап. Специјална јединица „Јамам“ је због своје велике успешности у борби против тероризма стекла репутацију једне од најбољих и најефикаснијих специјалних јединица на свету. Припадници специјалне јединице „Јамам“ у својој Крав Мага обуци користе термин Лотар (Лотар - „Лохам бе терор“ што у преводу значи „борба против тероризма").

## Капап у Србији
Капап се у Србији тренира од новембра 2009. године, а главни представник за Србију је Игор Сучевић, инструктор првог нивоа Капап система борења. Капап клубови у Србији постоје у Београду, Новом Саду, Пожаревцу и Крушевцу и другим градовима. Редовно се организују Капап семинари, а на њима је учествовао и Мајор (у резерви) израелске војске Ави Нардиа, један од оснивача модерног Капапа. Капап Србија Архивирано на веб-сајту  (7. фебруар 2011) је пуноправни члан Интернационалне Капап федерације Архивирано на веб-сајту  (24. децембар 2010).